# Stagione di college football 1887
La Stagione di college football 1887 fu la diciannovesima stagione di college football negli Stati Uniti. 
La diffusione del college football si fece sempre più vasta, è di questa stagione infatti la prima gara disputata da Notre Dame contro Michigan, che fu una sorta di allenamento per questi ultimi, già accreditati come il miglior team dell'Ovest. La diffusione dello sport nell'Indiana fu testimoniato anche dalla prima stagione della Indiana University che affrontò la Franklin nel suo primo ed unico match di stagione.
Secondo James Howell, possono essere conteggiate, al fine di una classifica finale, quindici istituti, tutti ubicati nella zona est del paese.
Secondo l'Official NCAA Division I Football Records Book, Yale chiuse imbattuta 9-0 e vinse sia il titolo IFA che il titolo di campione nazionale di quella stagione.
La Northern Intercollegiate Football Association vide la vittoria finale del M.I.T. di Boston con quattro vittorie in altrettante gare contro le contendenti della NIFA.

## Conference e vincitori
| Conference                                    | Scuola | Conf. V-S-P | Totale V-S-P |
| --------------------------------------------- | ------ | ----------- | ------------ |
| Intercollegiate Football Association          | Yale   | 6 - 0       | 9 - 0        |
| Northern Intercollegiate Football Association | M.I.T. | 4 - 0       | 5 - 1        |

## College esordienti
- Notre Dame Fighting Irish football
- Indiana Hoosiers football
- Purdue Boilermakers football
- Penn State Nittany Lions